# Chosonentulus chosonicus
Chosonentulus chosonicus är en urinsektsart som beskrevs av Imadaté och Andrzej Szeptycki 1976. Chosonentulus chosonicus ingår i släktet Chosonentulus och familjen lönntrevfotingar. Inga underarter finns listade i Catalogue of Life.